# Neonemobius
Neonemobius là một chi côn trùng thuộc họ Gryllidae.

## Các loài
Chi này có các loài sau:
- Neonemobius eurynotus